# Лаврентий (Трифунович)
Епископ Лаврентий (серб. Епископ Лаврентије; в миру Живко Трифунович, серб. Живко Трифуновић; 27 января 1936 или 1935, Богоштица, Королевство Югославия — 23 января 2022, Белград) — епископ Сербской православной церкви, епископ Шабацкий (1989—2022).

## Биография
Начальное образование получил в Крупане, после чего окончил два класса гимназии в Лозницах.
Окончил духовную семинарию в Белграде и богословский факультет Белградского университета. По окончании учёбы в течение двух лет нёс послушание духовника, а затем настоятеля в храмах Белграда.
В течение двух с половиной лет состоял профессором духовной семинарии Трёх Святителей при монастыре Крка. Одновременно с этим был настоятелем в Ивошевцах.
15 июля 1967 года в Соборной церкви в Белграде состоялось его наречение во епископа.
16 июля 1967 года в Соборной церкви в Белграде хиротонисан во епископа Моравичского, викария Патриарха Сербского. Хиротонию совершили патриарх Герман, епископ Сремский Макарий (Джорджевич) и епископ Славонский Емилиан (Маринович).
12 марта 1969 года была образована Западно-Европейская и Австралийско-Новозеландская епархия, правящим архиереем которой был назначен епископ Лаврентий.
29 марта 1969 года в Лондоне состоялось его настолование, которое возглавил епископ Бачский Никанор.
Попечением епископа Лаврентия в Австралии были созданы условия для организации новой епархии, которая была создана в 1973 году, в связи с чем епископ Лаврентий стал титуловаться епископом Западно-Европейским.
В Германии им был основан епархиальный центр в Гилемстире и приобретён храм для нужд Сербской православной церкви. Здесь была устроена церковная типография.
24 июня 1989 года решением Архиерейского собора Сербской православной церкви был назначен епископом Шабацким и Валевским, при этом был оставлен администратором Западноевропейской епархии до избрания на неё нового епископа. 23 июля 1989 года в Шабаце состоялось настолование на новую кафедру.
Его стараниями началось строительство нового епархиального центра и монастыря в Сокограде.
В качестве представителя Сербской православной церкви участвовал во многих межцерковных встречах и богословских конференциях, неоднократно выступал с докладами и сообщениями.
В мае 2006 года в связи с созданием самостоятельной Валевской епархии стал титуловаться «Шабацким».
31 марта 2020 года был назначен администратором Валевской епархии.
17 февраля 2021 года, накануне открытия Архиерейского собора СПЦ для выбора патриарха, на котором он, как старейший по хиротонии, должен был председательствовать, было официально сообщено о его госпитализации ранее в тот же день.
Умер 23 января 2022 года около 17 часов в Военно-Медицинской академии в Белграде.